# St. Josef (Marbach)

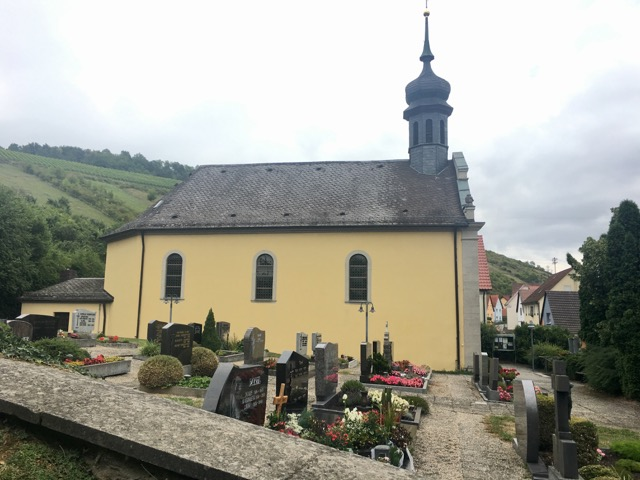
St. Josef in Marbach, 2018

Die römisch-katholische Filialkirche St. Josef in Marbach, einem Stadtteil von Lauda-Königshofen im Main-Tauber-Kreis, wurde ab 1782 unter dem Würzburger Fürstbischofs Franz Ludwig erbaut. Es handelt sich um eine spätbarocke Saalkirche mit Dachreiter.

## Geschichte
Viele Jahrhunderte gehörte die Kirchengemeinde Marbach als Filiale zur Kirchengemeinde St. Mauritius in Königshofen. Aktuell gehört Marbach zur Seelsorgeeinheit Lauda-Königshofen. 1349 wurde ein Kirchlein, die St.-Jost-Kapelle, erstmals nachgewiesen. Damals stand diese am Talausgang in der Nähe der B290, wodurch sie auf der Gemarkung Königshofens und somit im Zuständigkeitsbereich des Königshöfer Pfarrers lag. Es war verpflichtend für die Einwohner Marbachs an Sonn- und Feiertagen den Gottesdienst in Königshofen zu besuchen. Auf Grund dessen bemühten sich die Marbacher schon 1760 um den Bau einer neuen größeren Kirche, wie aus einer Akte des Erzbischöflichen Archivs Freiburg hervor kommt. Der Pfarrer von Königshofen, Anton Noll verhinderte dies jedoch, sodass erst unter Pfarrer Dürr, welcher der Nachfolger von Noll war das Projekt beginnen konnte. Somit entstand durch die Marbacher Bürger unter Genehmigung des Fürstbischofs von Würzburg, Franz Ludwig die St.-Josef-Kirche.
Die Steine der Kirche wurden zum einen aus dem Steinbruch an der Hofstetter Steige und zum anderen aus Kirchheim entnommen. Aus einer Inschrift, welche auf der linken Innenwand der Kirche ist, kam hervor, dass der Grundstein am 5. Juli 1782 gelegt wurde. Das Datum der Grundsteinlegung geht ebenfalls aus dem in Stein gemeißelten Chronostichon an der Außenwand über dem Eingang hervor. Als die St.-Josef-Kirche vollständig ausgebaut war, verlor die St.-Jost-Kapelle ihren Nutzen, was sie nach und nach zerfallen ließ. Außerdem hat die Kirche am 15. Mai 1958 drei neue geweihte Glocken erhalten. Des Weiteren wurden der Kirche bereits zweimal die Glocken gestohlen. Die St.-Josef-Kirche wurde 1934, 1964 und 2001 bis 2004 renoviert. Dabei hat sie einen vom Berliner Bildhauer Paul Brandenburg aus moosgrünen Kalkstein geschaffenen Zelebrationsaltar erhalten. Eingeweiht hat diesen der damalige Erzbischof Robert Zollitsch eingeweiht.
Die Josefskirche gehört zur Seelsorgeeinheit Lauda-Königshofen, die seit einer Dekanatsreform am 1. Januar 2008 dem Dekanat Tauberbischofsheim des Erzbistums Freiburg zugeordnet ist.

## Ausstattung
Die Ausstattung der Kirche ist im Übergangsstil vom Rokoko zum Klassizismus.

### Altäre
Die Kirche besitzt drei Altäre, darunter ein Hauptaltar und zwei Seitenaltäre.

#### Hauptaltar
Über dem Hauptaltar befindet sich der Hl. Josef mit dem Jesus-Kind, welche der Kirchenpatron Marbachs ist.

#### Seitenaltäre
Links und rechts des Hauptaltars befinden sich zwei Seitenaltäre, welche beide links mit der Hl. Mutter Anna mit Maria als ihr Kind und rechts dem Hl. Wendelin, welcher Schutzpatron der Bauern und Hirten ist. Außerdem befinden sich auf beiden Seitenaltären Medaillons, welche Lebenssituationen aus dem Leben des Hl. Josef wiedergeben.

### Deckengemälde
1897 wurde von A. Classen aus Heidelberg das Deckengemälde in Öl auf Putz gemalt, zeigt die Anbetung der Heiligen Drei Könige und wurde vom Marbacher Bürgermeister Melchior Schäffner gespendet.

### Kriegerdenkmal
Auf der linken Seite des Portals befindet sich an der Außenwand ein Kriegerdenkmal, welches die Namen von Vermissten und Gefallenen der Weltkriege von der Gemeinde Marbach trägt. Des Weiteren wacht der Hl. Nepomuk über dem Portal, welcher der Ortspatron von Marbach ist.

### Besonderheit
Architekturmalereien wurden bei der letzten Innenrenovierung im Kirchenraum entdeckt. Es waren mindestens sechs gemalte Säulen, welche allerdings in Absprache mit dem Landesdenkmalschutz wieder übertüncht wurden.